# Officier

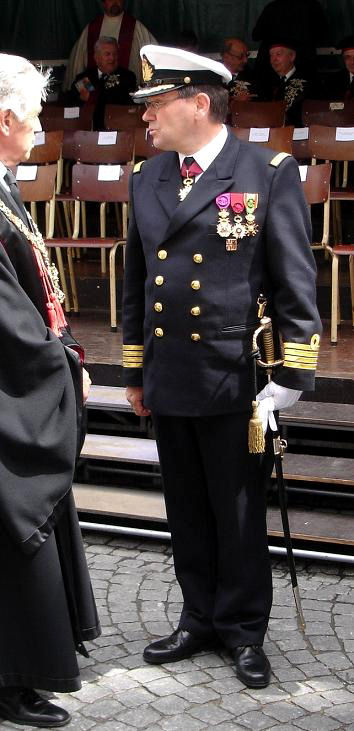
Officier van de Marinecomponent van de Belgische Strijdkrachten met twee officierskruisen

Een officier (Lat. officium, ambt) is een functionaris die de leiding en het toezicht heeft op ondergeschikten. De functie komt niet alleen bij de strijdkrachten voor, maar ook in de scheepvaart, luchtvaart en bij de politie, brandweer, civiele bescherming en justitie.

## Officiercategorieën
In het algemeen ontvangt een officier bij de Nederlandse krijgsmacht zijn of haar opleiding aan de Koninklijke Militaire Academie (KMA) of het Koninklijk Instituut voor de Marine (KIM). Men kan ook officier worden als men de juiste (voor)opleiding heeft en een bijzondere militaire opleiding afrondt. Men behoort dan tot de categorie 'officier speciale diensten'. De KMA/KIM-opgeleide officier wordt wel aangeduid als 'A-categorie-officier' en de officier speciale diensten als 'B-categorie-officier'. Door een extra opleiding kunnen excellerende B-cat-officieren, A-cat-officier worden en daarmee dezelfde doorstroommogelijkheden krijgen. Daarnaast kunnen excellerende onderofficieren met de rang van adjudant, 'vakofficier' worden. Ook hiervoor dient een overgangscursus gevolgd te worden, die weleens gekscherend de 'mes-en-vorkcursus' wordt genoemd.
De hoogst haalbare rang voor een vakofficier is kapitein, een B-cat-officier majoor en A-cat-officieren kunnen alle rangen halen.
Daarnaast kunnen officieren ingedeeld worden in de volgende categorieën:
- onderofficier (in feite geen officier maar iemand met een rang 'onder' die van officier);
- subalterne officier;
- hoofdofficier;
- opperofficier.

## Ridderorden
Officier is ook een graad in een ridderorde. De officieren komen in rang vóór de ridders maar na de commandeurs. De graad kwam het eerst voor bij het op militaire leest geschoeide Legioen van Eer.
De officierskruisen worden gekenmerkt door een rozet op het lint en het gebruik van goud, waar bij de ridder veelal zilver wordt gebruikt. Er zijn orden die een Ridder der Eerste Klasse kennen. Deze rang komt in het protocol dan overeen met die van officier.
In Duitsland zijn officierskruisen vaak Steckkreuze of broches zonder lint. Deze kruisen worden op de borst gespeld.
Ook de functionarissen die een Ridderorde administreren en besturen worden in sommige landen officieren genoemd. Zij maken deel uit van de orde, zonder daar lid van te zijn. Voorbeelden zijn de schatbewaarder, secretaris, ceremoniemeester, heraut, genealoog en kanselier. De oudere Britse ridderorden zoals de Orde van het Bad en de Orde van Sint-Michaël en Sint-George kennen allen officieren met eigen mantels en insignes.
Voor de gebruikelijke graden in een ridderorde, zie ook:
- Ordeketen
- Grootkruis
- Grootcommandeur
- Grootofficier
- Commandeur (ridderorde)
- Ridder (ridderorde)
- Medaille

## Dagelijks gebruik
De knoopsgatversiering of het "lintje" van een officier is overal ter wereld een onderscheidingsteken. Ook op een onderscheiding op een uniform vindt met dit rozet terug. De batons van de officier zijn bij sommige orden smaller dan die van de hogere graden van dezelfde orde.

## Voorbeelden

De baton van een officier in de Laotiaanse Orde van de Miljoen Olifanten en de Witte Parasol
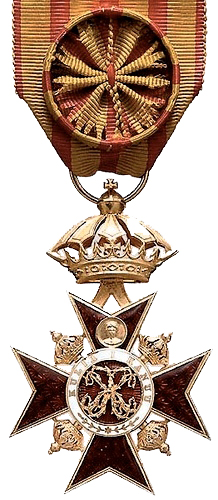
Officierskruis van de Orde van Kapiolani
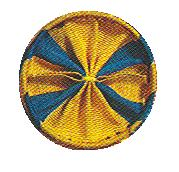
Rozet van een officier in de Militaire Willems-Orde
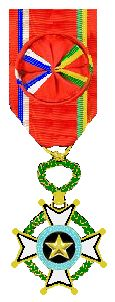
Orde van Verdienste van Centraal-Afrika